# Achelia pribilofensis
Achelia pribilofensis là một loài nhện biển trong họ Ammotheidae. Loài này thuộc chi Achelia. Achelia pribilofensis được miêu tả khoa học năm 1904 bởi Cole.